# Gerichtsbezirk Ampezzo
Der Gerichtsbezirk Ampezzo war ein dem Bezirksgericht Ampezzo unterstehender Gerichtsbezirk in der Gefürsteten Grafschaft Tirol.
Der Gerichtsbezirk umfasste Teile des Valle del Boite und gehörte zum Bezirk Ampezzo. Nach dem Ersten Weltkrieg musste Österreich den gesamten Gerichtsbezirk an Italien abtreten.

## Geschichte
Der Gerichtsbezirk Ampezzo wurde durch eine 1849 beschlossene Kundmachung der Landes-Gerichts-Einführungs-Kommission geschaffen und umfasste lediglich die Gemeinde Ampezzo.
Der Gerichtsbezirk Ampezzo bildete im Zuge der Trennung der politischen von der judikativen Verwaltung
ab 1868 gemeinsam mit dem Gerichtsbezirk Buchenstein den Bezirk Ampezzo.
Der Gerichtsbezirk Ampezzo wies 1869 eine Bevölkerung von 2.979 Personen auf.
1910 wurden für den Gerichtsbezirk 3.691 Personen ausgewiesen, von denen 356 Deutsch (9,6 %) und 3.163 Italienisch oder Ladinisch (85,7 %) als Umgangssprache angaben.
Durch die Grenzbestimmungen des am 10. September 1919 abgeschlossenen Vertrages von Saint-Germain wurde der Gerichtsbezirk Ampezzo zur Gänze Italien zugeschlagen.
Bis Mitte des 20. Jahrhunderts war Ampezzo überwiegend ladinischsprachig, seither wird überwiegend Italienisch gesprochen.

## Gerichtssprengel
Der Gerichtssprengel umfasste 1910 lediglich die Gemeinde Ampezzo.